# Strada statale 382 di Chiaravalle
La ex strada statale 382 di Chiaravalle (SS 382), ora strada provinciale 171/1 ex SS 382 dalla progressiva 0+000 (innesto ex SS 181) alla progressiva 8+100 (bivio Palermiti) (SP 171/1) e strada provinciale 171/2 ex SS 382 dalla progressiva 8+100 (bivio Palermiti) alla progressiva 22+675 (Chiaravalle) (SP 171/2), è una strada provinciale italiana che si snoda nell'entroterra calabrese.

## Percorso
La strada ha origine dalla ex strada statale 181 di Maida e Squillace tra Vallefiorita e Squillace, e procede in direzione sud-ovest attraversando in sequenza i comuni di Palermiti, Centrache, Olivadi, Cenadi e San Vito sullo Ionio.
Deviando verso sud, il tracciato giunge a Chiaravalle Centrale dove si innesta sulla strada statale 182 delle Serre Calabre.
In seguito al decreto legislativo n. 112 del 1998, dal 2002 la gestione è passata dall'ANAS alla Regione Calabria, che ha provveduto al trasferimento dell'infrastruttura al demanio della Provincia di Catanzaro.